# Eureiandra leucantha
Eureiandra leucantha är en gurkväxtart som beskrevs av Charles Jeffrey. Eureiandra leucantha ingår i släktet Eureiandra och familjen gurkväxter. Inga underarter finns listade i Catalogue of Life.